# Premis Lumières
Els Premis Lumières de la crítica internacional —en francès, Prix Lumières de la critique internationale, anomenats també Trophées Lumières—, són premis destinats a guardonar les millors pel·lícules franceses o francòfones estrenades durant l'últim any. El premi es lliura anualment des de 1996 a mitjan gener o febrer, i són els equivalents als Globus d'Or; atorgats per la Académie Lumières, que reuneix a més de 200 periodistes internacionals amb seu a París.

## Història
Els premis van ser creats en 1995 per voluntat del periodista nord-americà Edward Behr i el productor francès Daniel Toscan du Plantier. És el reflex, per al cinema francès, dels Globus d'Or atorgats cada any per al cinema anglès per la Hollywood Foreign Press Association.
La Académie des Lumières pretén despertar l'interès entre els nombrosos corresponsals a París de la premsa internacional per al cinema francès. Es reuneix regularment per organitzar projeccions de pel·lícules en preestrena i nombroses reunions i intercanvis, i lligar els vincles entre els productors francesos i els professionals del cinema a l'estranger.
Per promoure una major diversitat, promou projectes de menor pressupost que d'una altra manera només trobarien una audiència marginal fora de França, particularment per a produccions francòfones. Funciona per a aquest fi en col·laboració amb diverses institucions estrangeres i franceses de cinema i cultura en general, incloses organitzacions professionals per a la formació en carreres de cinema.
Aquesta llista sovint es veu com una competència prèvia per al César, dibuixant tendències a seguir, encara que la selecció i el jurat són de diferent naturalesa. Però si als Estats Units, els palmarès dels Oscar està lluny dels del Globus d'Or, és perquè els Globus d'Or permet fins a 10 nominats en algunes categories, dividits entre drames i comèdies.

## Categories

### Premis vigents
- Lumière a la millor pel·lícula
- Lumière a la millor direcció
- Lumière al millor actor
- Lumière a la millor actriu
- Lumière al millor actor revelació
- Lumière a la millor actriu revelació
- Lumière al millor guió
- Lumière a la millor fotografia
- Lumière a la millor música
- Lumière a la millor primera pel·lícula
- Lumière a la millor pel·lícula d'animació
- Lumière al millor documental
- Lumière a la millor coproducció internacional

### Premis especials
- Lumière d'honor

### Premis cancel·lats
- Lumière a la millor pel·lícula estrangera
- Lumière a la millor pel·lícula francòfona

## Cerimònies
| Any  | Lloc                             | Presidència d'honor | Presentador                    | Convidats d'honor                         | Millor pel·lícula                     |
| ---- | -------------------------------- | ------------------- | ------------------------------ | ----------------------------------------- | ------------------------------------- |
| 1996 | Ajuntament de París              | Isabella Rossellini | Frédéric Mitterrand            | Catherine Deneuve Charlotte Rampling      | La Haine                              |
| 1997 |                                  | Philippe Noiret     |                                |                                           | Ridícul                               |
| 1998 |                                  | Fanny Ardant        |                                |                                           | Marius et Jeannette                   |
| 1999 | Théâtre Marigny                  | Jean Reno           | Jean-Luc Delarue               |                                           | La Vie rêvée des anges                |
| 2000 |                                  | Claudia Cardinale   |                                |                                           | Joana d'Arc                           |
| 2001 |                                  |                     | Frédéric Lopez                 |                                           | El gust dels altres                   |
| 2002 | Hôtel de Crillon                 |                     |                                |                                           | Amélie                                |
| 2003 | Forum des images                 | Carole Laure        | Frédéric Mitterrand            |                                           | Amen.                                 |
| 2004 | Cinéma des cinéastes             | Patrice Chéreau     |                                |                                           | Les Triplettes de Belleville          |
| 2005 | Cinéma des cinéastes             | Patrice Leconte     |                                |                                           | Les Choristes                         |
| 2006 | Cinéma des cinéastes             | Claudia Cardinale   |                                |                                           | De battre mon coeur s'est arrêté      |
| 2007 | Espace Cardin                    | Isabelle Mergault   |                                |                                           | Ne le dis à personne                  |
| 2008 | Ajuntament de París              | Claude Lelouch      | Estelle Martin                 | Jean-Pierre Marielle                      | L'escafandre i la papallona           |
| 2009 | Ajuntament de París              | Jeanne Balibar      | Estelle Martin                 |                                           | La classe                             |
| 2010 | Ajuntament de París              | Régis Wargnier      | Estelle Martin                 |                                           | Welcome                               |
| 2011 | Ajuntament de París              | François Berléand   | Estelle Martin                 | Roman Polanski                            | De déus i homes                       |
| 2012 | Ajuntament de París              | Catherine Jacob     | Estelle Martin                 | Francis Veber                             | The Artist                            |
| 2013 | Théâtre de la Gaîté-Montparnasse | Victoria Abril      | Estelle Martin                 | Claudia Cardinale                         | Amor                                  |
| 2014 | Espace Cardin                    | Carole Bouquet      | Estelle Martin i Patrick Fabre | Yolande Moreau                            | La vida d'Adèle                       |
| 2015 | Espace Cardin                    |                     | Estelle Martin i Patrick Fabre | Jean-Pierre Mocky                         | Timbuktu                              |
| 2016 | Espace Cardin                    |                     | Aïda Touihri i Patrick Fabre   | Isabelle Huppert                          | Mustang                               |
| 2017 | Théâtre de la Madeleine          |                     | Laurie Cholewa i Pierre Zéni   | Marion Cotillard i Thierry Frémaux        | Elle                                  |
| 2018 | Institut du monde arabe          |                     | Laurie Cholewa i Pierre Zéni   | Monica Bellucci i Jean-Paul Belmondo      | 120 battements par minute             |
| 2019 | Institut du monde arabe          |                     | Eve Jackson i Pierre Zéni      | Claude Lelouch, Anouk Aimée i Jane Birkin | Els germans Sisters                   |
| 2020 | Olympia                          | Isabelle Huppert    | Isabelle Giordano              | Costa-Gavras i Roberto Benigni            | Els miserables                        |
| 2021 | Olympia                          |                     | Laurie Cholewa i Laurent Weil  |                                           | Les coses que diem, les coses que fem |
| 2022 | Olympia                          |                     | Laurie Cholewa                 |                                           | L'esdeveniment                        |
| 2023 | Forum des Images                 |                     |                                |                                           | La nit del 12                         |
| 2024 | Forum des Images                 |                     | Eve Jackson i Pierre Zéni      |                                           | Anatomia d'una caiguda                |
| 2025 | Forum des Images                 |                     | Eve Jackson i Pierre Zéni      |                                           | Emilia Pérez                          |